# 英国共産党
英国共産党（英語: Communist Party of Britain）はイギリスの共産主義政党。1988年にグレートブリテン共産党のユーロコミュニズムとマルクス・レーニン主義の分裂でマルクス・レーニン主義者たちによって創設された。

## 概要
英国共産党は、日刊紙モーニング・スター (英国共産党機関紙)を事実上の機関紙とする。1991年に解党したグレートブリテン共産党から1988年4月に分裂した親ソ連派を中心とする。
グレートブリテン共産党 (暫定中央委員会)（Communist Party of Great Britain (Provisional Central Committee)）は、1977年に分裂して結成された。機関紙The Leninistを発行しており、「レーニン主義派」と呼ばれる。当時はソ連を「世界革命の中心」とみなしていたが、今日ではソ連＝階級社会論に傾斜している。『ウィークリー・ワーカー』を発行している。
新英国共産党は、1977年に共産党臨時中央委員会から分裂した親ソ連派。
CPGBが1991年に解党した際、CPGBの活動的メンバーの多数派はスコットランドにいた。彼らの大部分は、スコットランド独立を掲げるスコットランド共産党（英語: Communist Party of Scotland, スコットランド・ゲール語: Pàrtaidh Co-Mhaoineach na h-Alba）を結成した。
なお、英国の共産主義運動は、北アイルランドの英国領有を認めておらず、北アイルランドの革命運動はアイルランド全島の課題であるとする。したがって、英国の共産主義運動は北アイルランドにおいて活動を行わない。